# Sonay Kartal
Sonay Kartal (født 28. oktober 2001 i London, Storbritannien) er en professionel tennisspiller fra Storbritannien.